# アリックス (ブルゴーニュ女伯)
アリックス・ド・メラニー（フランス語：Alix de Méranie, 1218年ごろ - 1279年3月8日）またはアデライード・ド・ブルゴーニュ（Adélaïde de Bourgogne）は、ブルゴーニュ女伯（在位：1248年 - 1279年）。また、サヴォイア伯フィリッポ1世の妃。

## 生涯
アリックスはオトン1世・ド・メラニーとブルゴーニュ女伯ベアトリス2世の娘であり、1248年に兄オトン3世が死去した後にブルゴーニュ伯位を継承した。アリックスはブルゴーニュ女伯として神聖ローマ皇帝ルドルフ1世と対立した。
アリックスは1279年に死去し、ブザンソン近くのシェルリュー修道院に埋葬された。

## 家族
1239年ごろ、サラン伯ユーグ3世と結婚した。ユーグ3世はかつてブルゴーニュ伯位を保持していたアンスカリ家の男系子孫であった。2人は以下の子女をもうけた。
- オトン4世（1248年ごろ - 1302年） - ブルゴーニュ伯[1]
- ルノー（1260年ごろ - 1321年） - モンベリアル伯[2]
- ジャン[2]
- ギヨンヌ（1316年没） - ピエモンテ領主トンマーゾ3世・ディ・サヴォイアと結婚[2]
- ユーグ（1312年没）[2]
- イッポリト - ヴァランティノワ伯エイマー4世・ド・ポワティエと結婚[2]
- エリザベート（1275年没） - 1250年にキーブルク伯ハルトマン5世と結婚[2]

1267年6月11日、アリックスはサヴォイア伯フィリッポ1世と再婚した。フィリッポは元リヨン大司教で、結婚の翌年にサヴォイア伯位を継承した。この結婚で子供は生まれなかった。